# Flakstadøya
Flakstadøya är den viktigaste ön i Flakstads kommun i Lofoten i Nordland fylke i norra Norge. Ön har en yta på 108,6 km².  Den är ansluten till grannön Moskenesøya (i söder och väster) av Kåkernbron (byggd 2003) och Fredvangbroarna (byggda 1988). Kåkernbron har ersatt en äldre enfilig hängbro som nu är riven. Ön är också ansluten till ön Vestvågøya (mot nordost) genom Nappstraumtunneln, som är 1 728 meter lång.  

## Geografi
Landskapet på Flakstadøya är stenigt med branta berg och med alpliknande bergsformationer. Den högsta punkten är Stjerntinden (934 m ö.h.) på den södra delen avön. Låglänta områden finns framför allt i de centrala och norra delarna, som runt Flakstads kyrka och i byn Vareid som ligger på varsin sida om Flakstadpollens mynning. Det växer lite skog i kommunen. Förutom en del björkskog finns det planteringar med gran.
Centralorten i Flakstads kommun heter Ramberg. Där finns det flera butiker samt värdshusen Ramberg Gjestegård och Friisgården. Ramberg har en sandstrand och nås från Europaväg 10 som går genom samhället. Vid På ön finns Flakstad kyrka, byggd 1780.
Det finns flera byar på ön, som Nusfjord, Sund, Vikten och Napp.

## Bilder

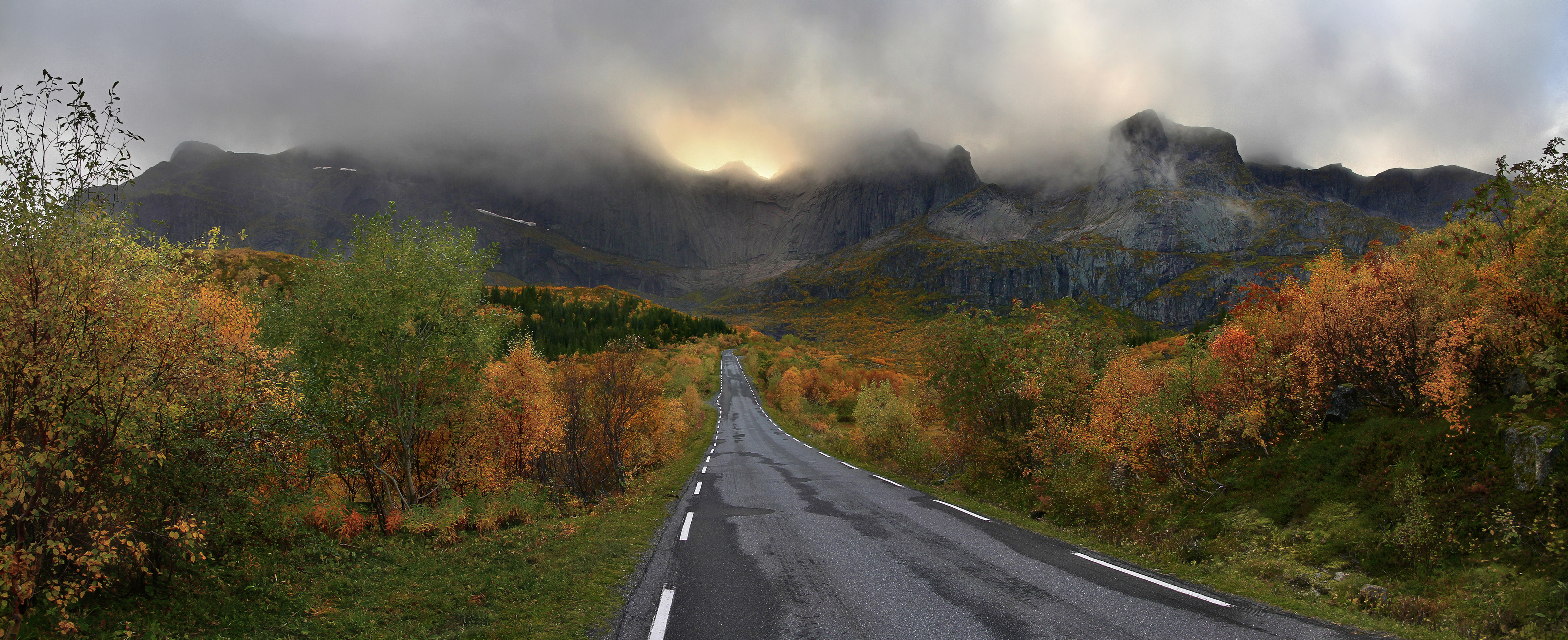
Ett bergsmassiv på Flakstadøya. I förgrunden vägen till Nusfjord.
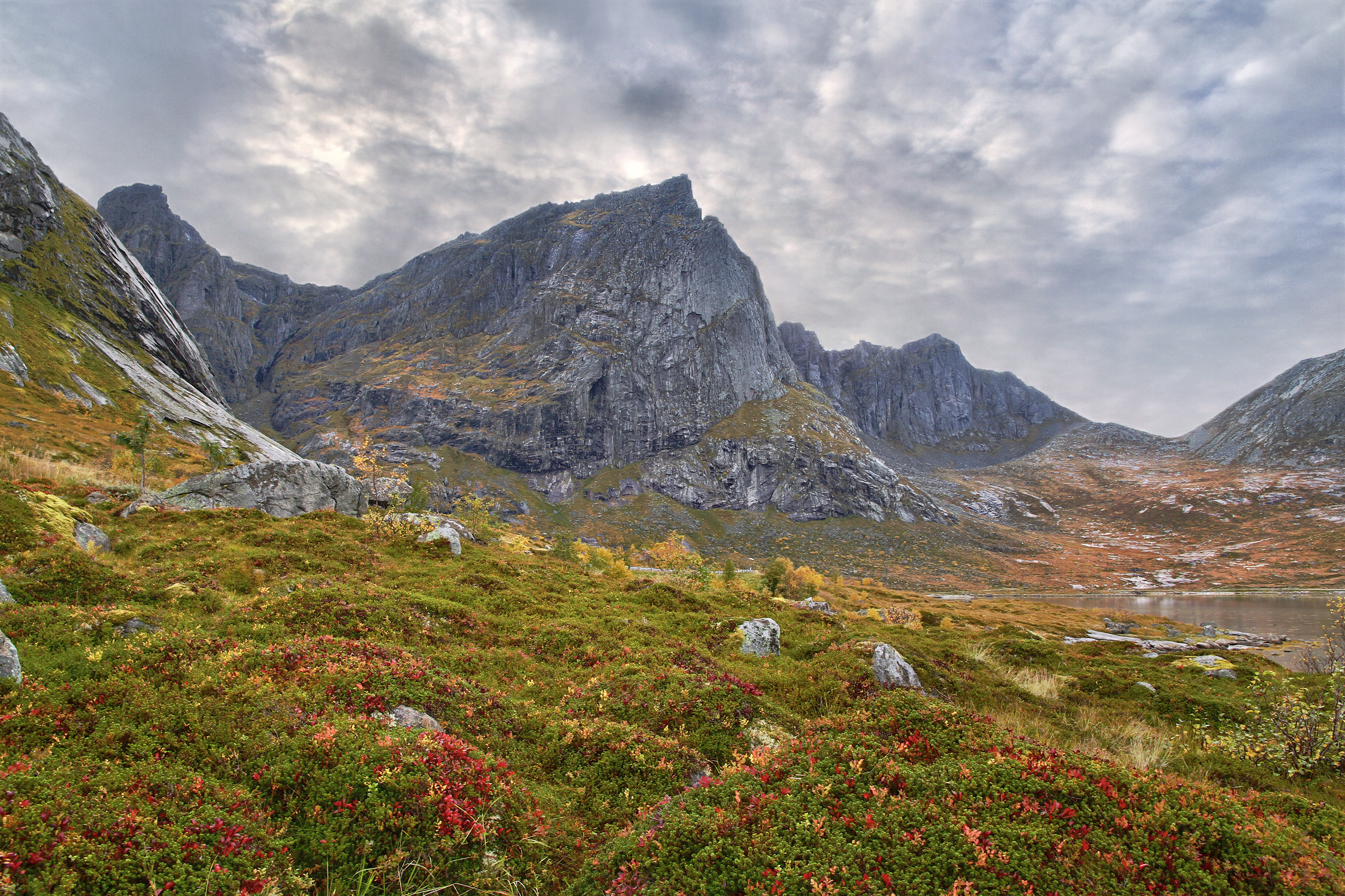
Östsidan av Stabben, Stortinden och Moltinden.
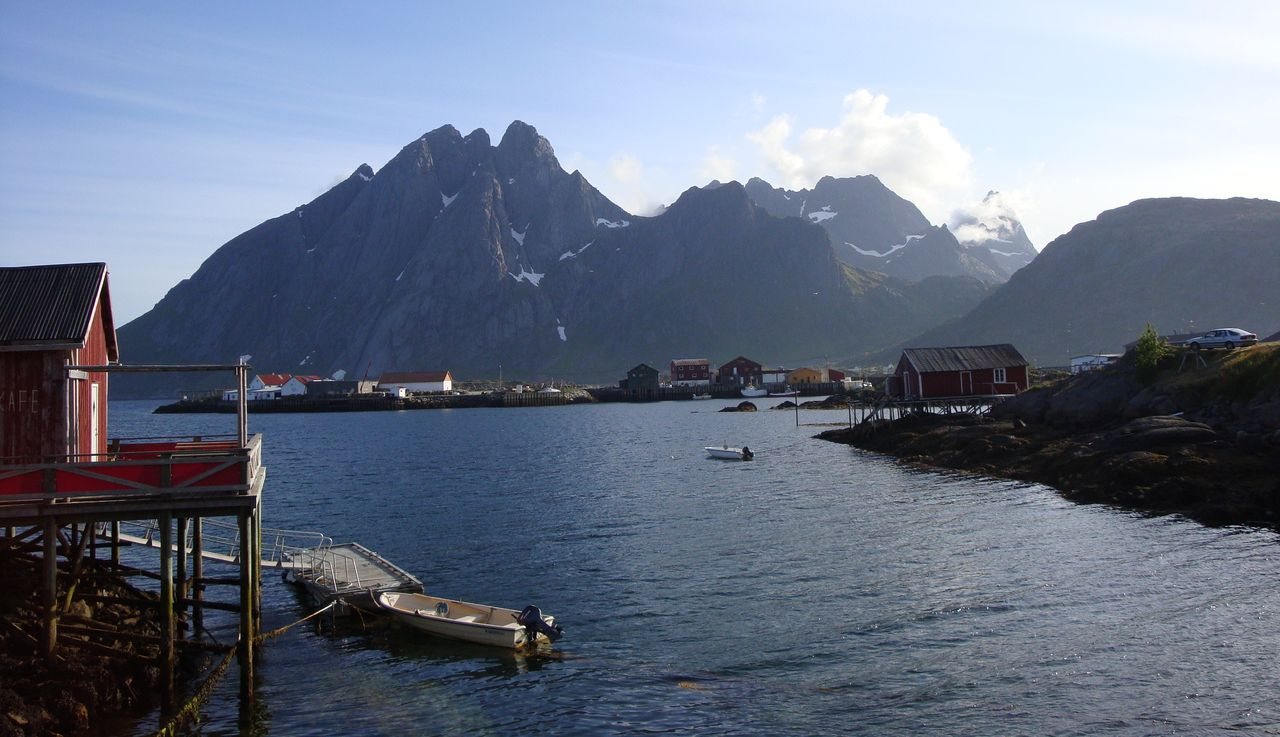
Utsikt mot byn Sund.
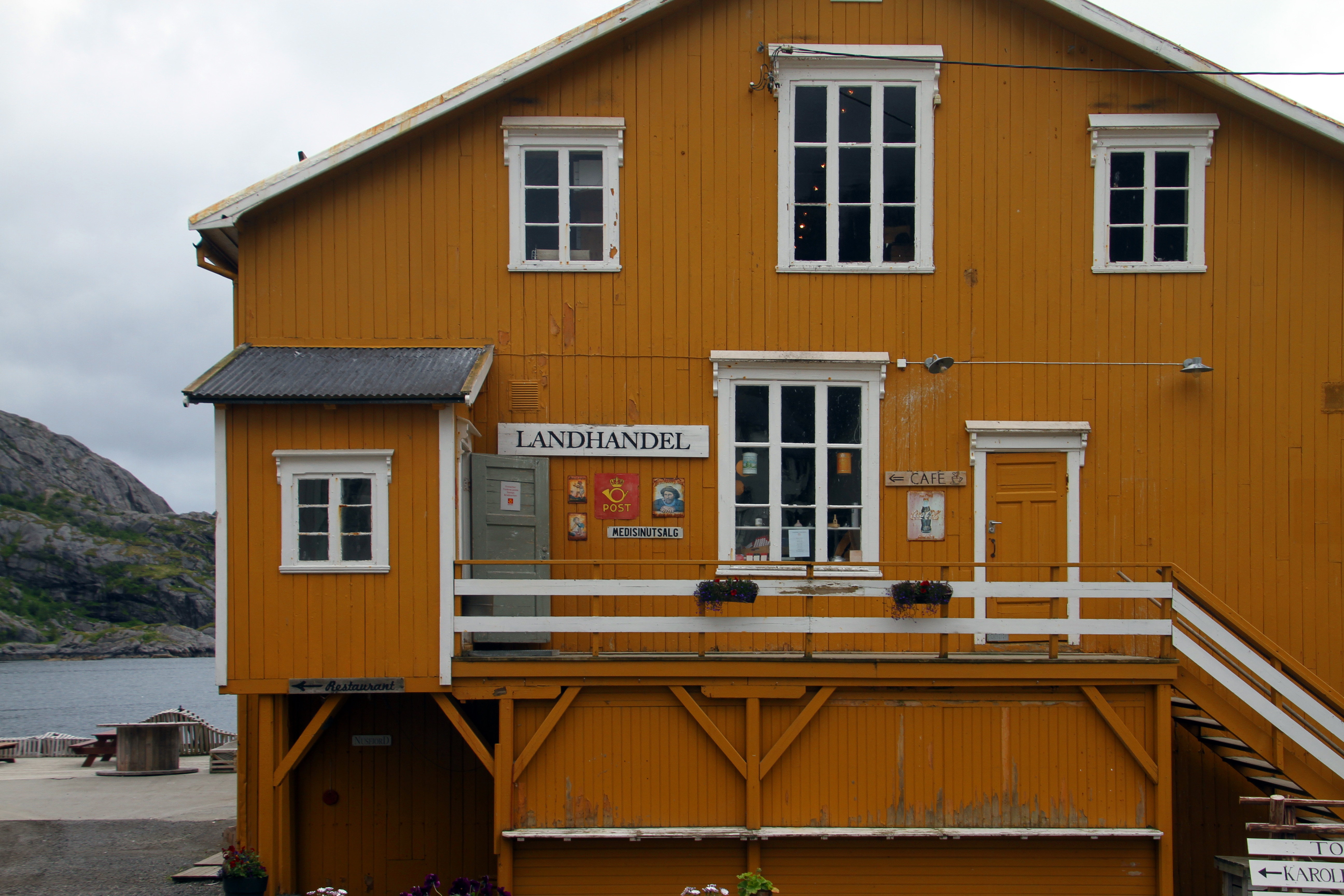
Lanthandel i Nusfjord.
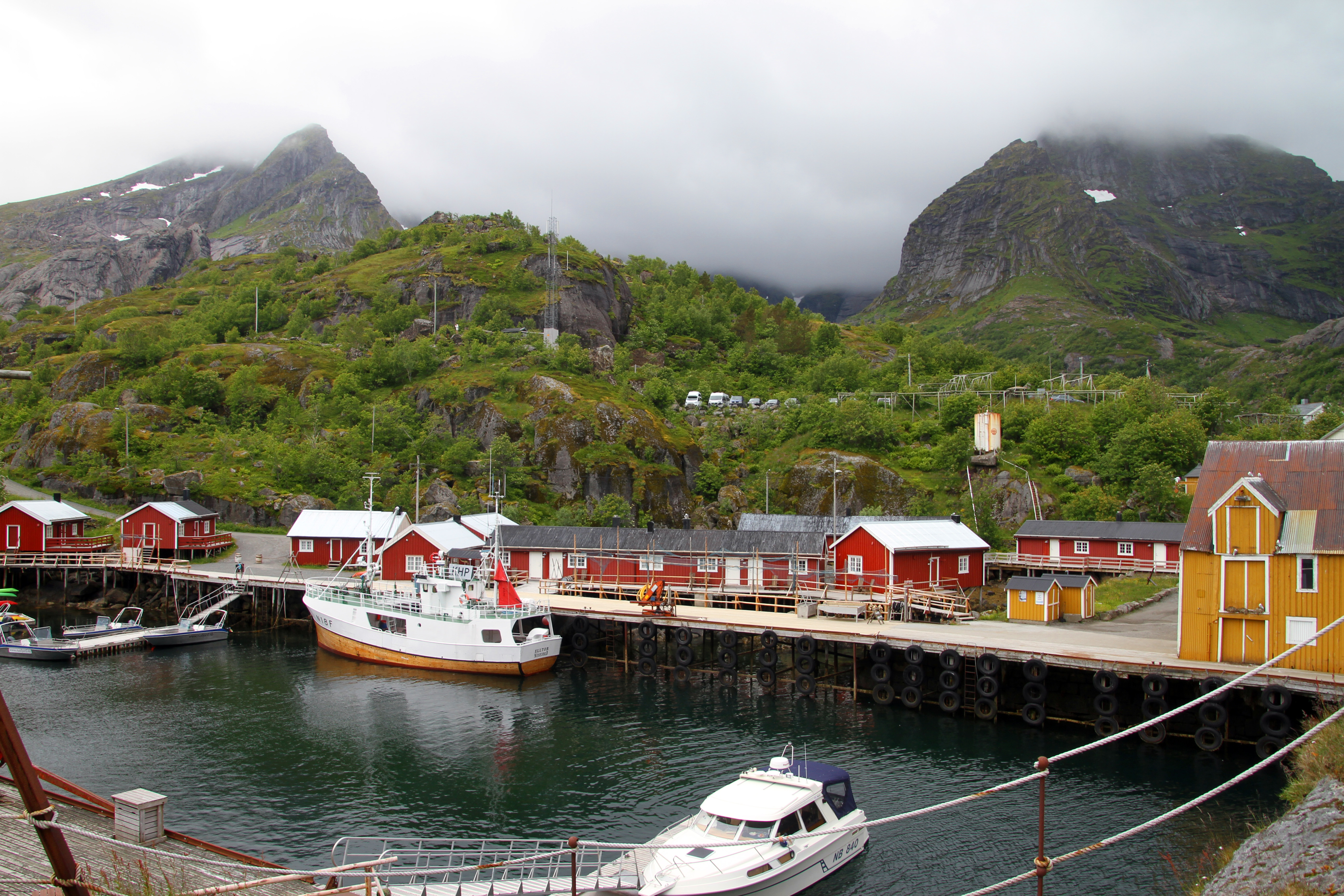
Hamnen i Nusfjord.